# Petr Kopfstein
Petr Kopfstein (* 18. März 1978 in Karlovy Vary, Tschechoslowakei) ist ein tschechischer Kunstflugpilot, der aktuell in der Master Class der Red Bull Air Race Weltmeisterschaft startet.

## Karriere

### Anfänge
Kopfstein träumte seit seiner Kindheit davon zu fliegen und meldete sich mit dem ersten Geld, das er während seiner Studienzeit gemacht hatte, für den Flugunterricht an. Er hatte eine unmittelbare Affinität zu hohen Fliehkräften. "Meine erste Erfahrung war ein Kunstflug, und in diesem Moment wusste ich, dass ich das für den Rest meines Lebens machen wollte", erinnert er sich.
Kopfstein beendete sein Studium mit einem Master in Wirtschaftswissenschaften an der Universität Prag und entwickelte seine fliegerischen Fähigkeiten stetig weiter.

### Wettbewerbskunstflug

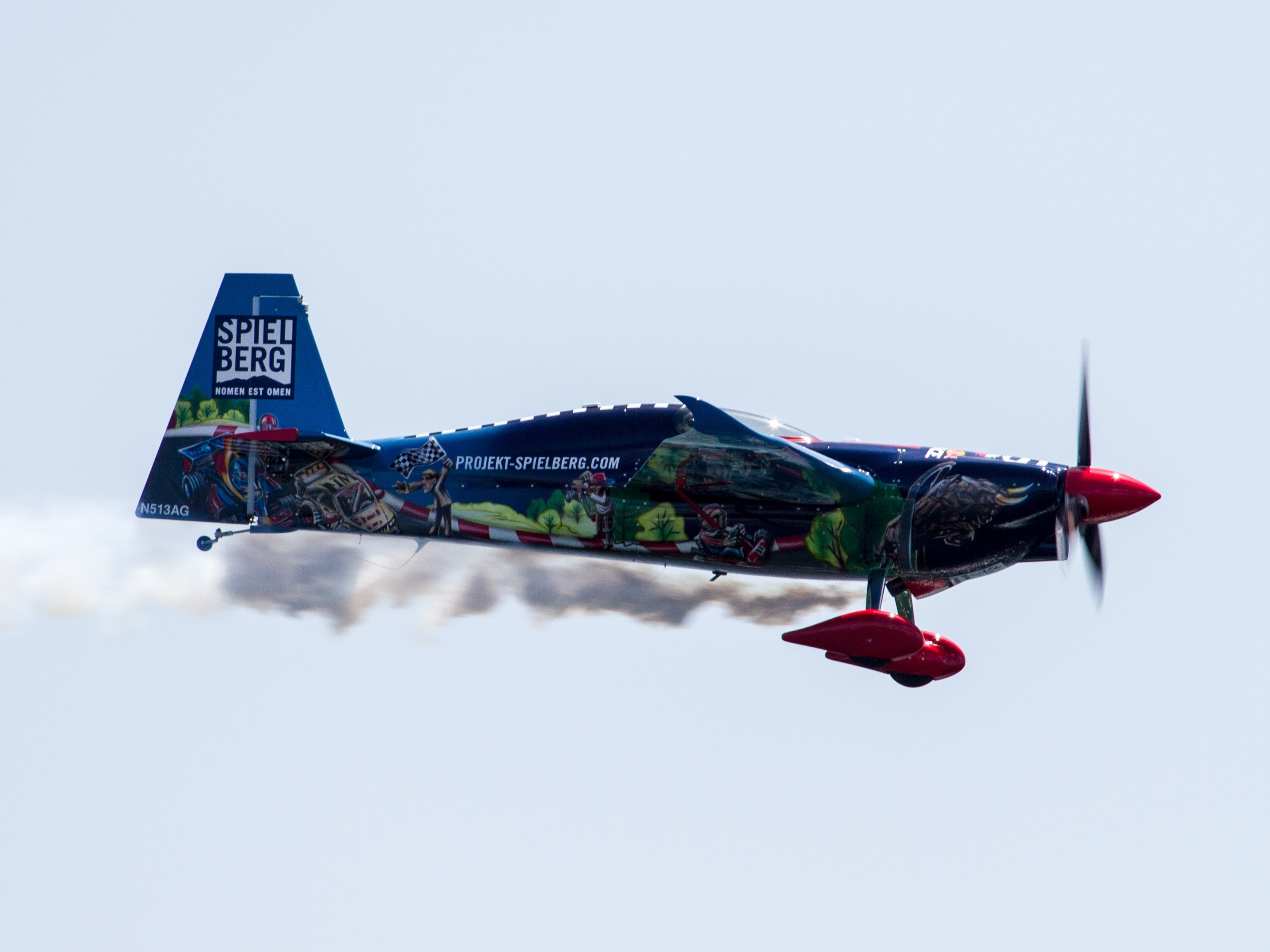
Edge 540 V3 von Petr Kopfstein beim Red Bull Air Race 2017 in Chiba

2007 gehörte er dem Kunstflug-Team der Tschechischen Republik an, galt als das Talent schlechthin und gewann die nationale Meisterschaft in der Unlimited- und drei weiteren Kategorien. Ebenso stand er bei der deutschen und ungarischen Meisterschaft auf dem Podium. Als passionierter Snowboarder und Taucher gibt es für Kopfstein aber nicht schöneres, als in der Luft unterwegs zu sein. Er kommt auf mehr als 1000 Flugstunden in 30 verschiedenen Flugzeugen, inklusive Hubschrauber.

## Erfolge

### Red Bull Air Race Weltmeisterschaft
Der Challenger Cup hat Kopfstein die Möglichkeit gegeben, sich weiterzuentwickeln. Beendete er die Saison 2014 noch als sechster (gewann aber noch das finale Stechen), stand er nur ein Jahr später auf Platz zwei. In der abgelaufenen Saison 2015 gewann er zwei Rennen und wurde zwei Mal Zweiter. Aufgrund dessen und seiner außergewöhnlichen Performances erhielt er nun die heiß begehrte „Unrestricted Superlicense“ und die Einladung für die Master Class des Red Bull Air Race.
Das Team Spielberg besteht aus Red Bull Air Race-Experten Andreas Kaufmann als Techniker für Kopfsteins Rennflugzeug Edge 540 V3 und Martin Nepovim als Teamkoordinator.
| 2014         | 4.  | DNP | 2.  | 4.  | DNP | DNP | 2.  | 1.  | 20 | 1 | 1. 1 |
| 2015         | 2.  | 1.  | DNP | 4.  | 1.  | 2.  | SCO | 4.  | 28 | 2 | 4. 2 |
| Master Class |     |     |     |     |     |     |     |     |    |   |      |
| 2016         | 13. | 11. | 9.  | 12. | 14. | 11. | 9.  | CAN | 4  | 0 | 14.  |
| 2017         | 12. | 6.  | 2.  | 5.  | 4.  | 7.  | 8.  | 5.  | 43 | 0 | 5.   |
| 2018         | 9.  | 9.  | 9.  | 9.  | 9.  | 5.  | 13. | 12. | 16 | 0 | 13.  |
| 2019         | 10. | 13. | 9.  | 14. |     |     |     |     | 10 | 0 | 13.  |

(Legende: CAN = Abgesagt; DNP = Nicht teilgenommen; DNS = Nicht gestartet; DSQ = Disqualifiziert; SCO = Sicherheits-Ausstieg)